# Moment (album)
Moment – dwunasty studyjny album szwedzkiego zespołu melodic deathmetalowego Dark Tranquillity, wydany 20 listopada 2020 roku przez wytwórnię płytową Century Media Records.

## Lista utworów
Opracowano na podstawie materiału źródłowego.
| Nr  | Tytuł utworu            | Długość |
| --- | ----------------------- | ------- |
| 1.  | „Phantom Days”          | 3:59    |
| 2.  | „Transient”             | 4:11    |
| 3.  | „Identical to None”     | 3:41    |
| 4.  | „The Dark Unbroken”     | 4:54    |
| 5.  | „Remain in the Unknown” | 4:40    |
| 6.  | „Standstill”            | 4:11    |
| 7.  | „Ego Deception”         | 4:21    |
| 8.  | „A Drawn Out Exit”      | 4:01    |
| 9.  | „Eyes of the World”     | 3:50    |
| 10. | „Failstate”             | 3:20    |
| 11. | „Empires Lost to Time”  | 4:10    |
| 12. | „In Truth Divided”      | 4:41    |
|     |                         | 49:59   |

## Twórcy
Opracowano na podstawie materiału źródłowego.
Zespół Dark Tranquillity w składzie
- Anders Jivarp - perkusja
- Mikael Stanne - wokal
- Martin Brändström - instrumenty klawiszowe
- Anders Iwers - gitara basowa
- Johan Reinholdz - gitara
- Christopher Amott - gitara